# Plombières-lès-Dijon
Plombières-lès-Dijon – miejscowość i gmina we Francji, w regionie Burgundia-Franche-Comté, w departamencie Côte-d’Or.
Według danych na rok 1990 gminę zamieszkiwały 2123 osoby, a gęstość zaludnienia wynosiła 131 osób/km² (wśród 2044 gmin Burgundii Plombières-lès-Dijon plasuje się na 96. miejscu pod względem liczby ludności, natomiast pod względem powierzchni na miejscu 586.).
Miejscowość położona jest nad jeziorem Kira.